# Satowan (atollo)
Satowan  è un atollo delle isole Mortlocks nelle Isole Caroline. Ha una superficie di 4,6 km² (compresi i 419 km²
della laguna).
Fa parte di Chuuk uno degli Stati Federati di Micronesia.
Amministrativamente, l'atollo è diviso in quattro municipalità:
1. Satowan
2. Ta
3. Kuttu
4. Moch